# Raymond Kreder
Raymond Kreder (Zevenhuizen-Moerkapelle, 26 de novembre de 1989) és un ciclista neerlandès, professional des del 2010 fins al 2024. El seu germà Michel i el seu cosí Wesley també són ciclistes professionals.
En el seu palmarès destaca la victòria que a la Velothon Berlín de 2014.

## Palmarès en ruta
- 2006
  - 1r a la París-Roubaix júnior
  - Vencedor d'una etapa del Trofeu Centre Morbihan
- 2010
  - Vencedor d'una etapa de la Cascade Classic
- 2012
  - Vencedor d'una etapa de la Volta a Noruega
- 2014
  - 1r a la Velothon Berlín
  - Vencedor d'una etapa del Tour de l'Ain
- 2018
  - Vencedor d'una etapa al Tour de Tochigi
  - Vencedor d'una etapa al Tour de Tailàndia
  - Vencedor d'una etapa al Tour de Corea
- 2019
  - 1r al Tour de Tochigi i vencedor d'una etapa
  - Vencedor d'una etapa al Volta al Japó
  - Vencedor d'una etapa al Tour de Corea
  - Vencedor d'una etapa de la Volta a Hokkaidō
- 2022
  - Vencedor d'una etapa al Volta al Japó
  - Vencedor d'una etapa al Tour de Taiwan

### Resultats a la Volta a Espanya
- 2012. 172è de la classificació general

## Palmarès en pista
- 2009
  -  Campió dels Països Baixos en Derny
- 2010
  -  Campió dels Països Baixos en Puntuació
- 2013
  -  Campió dels Països Baixos en Puntuació